# Ozola basisparsata
Ozola basisparsata är en fjärilsart som beskrevs av Walker 1863. Ozola basisparsata ingår i släktet Ozola och familjen mätare. Inga underarter finns listade i Catalogue of Life.